# Chvojna (berg)
Chvojna är ett berg i Tjeckien.   Det ligger i regionen Mellersta Böhmen, i den centrala delen av landet, 30 km söder om huvudstaden Prag. Toppen på Chvojna är 484 meter över havet, eller 122 meter över den omgivande terrängen. Bredden vid basen är 3,5 km.
Terrängen runt Chvojna är platt åt nordväst, men åt sydost är den kuperad.Runt Chvojna är det ganska glesbefolkat, med 24 invånare per kvadratkilometer. Närmaste större samhälle är Mníšek pod Brdy, 9,1 km norr om Chvojna. Omgivningarna runt Chvojna är en mosaik av jordbruksmark och naturlig växtlighet.